# Shuangxi, Pingnan
Shuangxi (kinesiska: 双溪) är en köping i sydöstra Kina. Den ligger i Pingnan härad i staden Ningde i provinsen Fujian, omkring 110 kilometer norr om provinshuvudstaden Fuzhou. Antalet invånare är 11 510. Befolkningen består av 5 203 kvinnor och 6 307 män. Barn under 15 år utgör 12,0 %, vuxna 15-64 år 78 %, och äldre över 65 år 9,0 %.